# Kerstin Behrendt
Kerstin Behrendt (Leisnig, 2 settembre 1967) è un'ex velocista tedesca.

## Palmarès
| Anno                                 | Manifestazione   | Sede    | Evento      | Risultato | Prestazione | Note |
| ------------------------------------ | ---------------- | ------- | ----------- | --------- | ----------- | ---- |
| In rappresentanza della Germania Est |                  |         |             |           |             |      |
| 1985                                 | Europei juniores | Cottbus | 100 m       | Oro       | 11"21       |      |
| 1985                                 | Europei juniores | Cottbus | 200 m       | Oro       | 23"21       |      |
| 1985                                 | Europei juniores | Cottbus | 4x100 m     | Oro       | 44"30       |      |
| 1987                                 | Mondiali         | Roma    | 4x100 m     | Argento   | 41"95       |      |
| 1988                                 | Giochi olimpici  | Seul    | 4x100 m     | Argento   | 42"09       |      |
| 1990                                 | Europei indoor   | Glasgow | 60 m piani  | 6ª        | 7"28        |      |
| 1990                                 | Europei          | Spalato | 100 m piani | Bronzo    | 11"17       |      |
| 1990                                 | Europei          | Spalato | 4x100 m     | Oro       | 41"68       |      |

## Altre competizioni internazionali
1989
- Coppa Europa di atletica leggera ( Gateshead)
- Oro in Coppa del mondo ( Barcellona), 4x100 m - 42"21